# 西大門區
西大門區（：／ Seodaemun gu */?）是大韓民國首都首爾特別市的一個區，得名於當時漢城府西面的門敦義門。然而如今由于行政区划调整，敦义门已划归钟路区管辖。

## 歷史

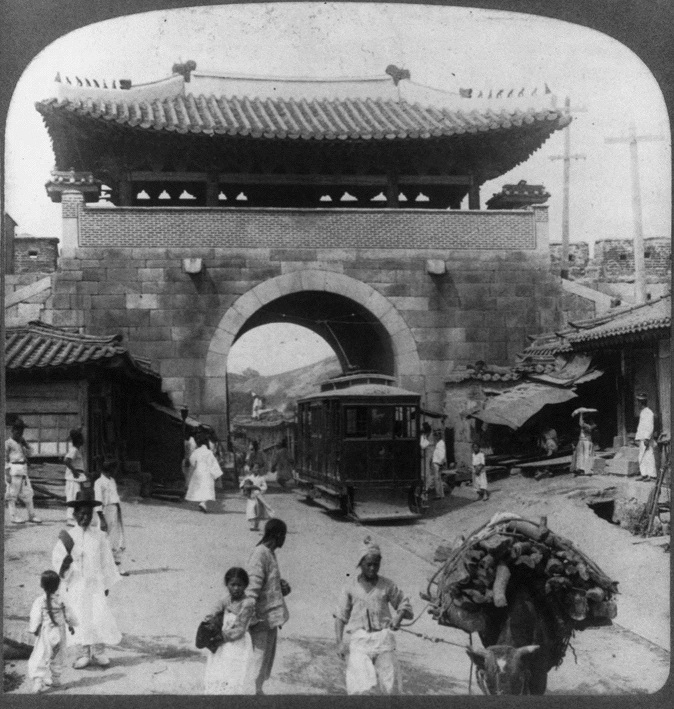
西大門，攝於1894年

- 在朝鮮王朝時代，今日西大門區一帶的地域包括當時漢城府的下列地方：西部的盤石坊(반석방)、盤松坊))和北部的城底十里(성저십리)以內的常平坊(상평방)、延恩坊(연은방)及延禧坊(연희방)地域。[2]
- 1910年日韓合邦，首爾被降為京畿道京城府。
- 1943年6月10日：西大門區於京畿道京城府設立[3]。
- 1944年11月1日：孔德町等15個町從西大門區分出，成為麻浦區[4]。
- 1946年：朝鮮光復後，原有帶日本色彩的地名都被改回朝鮮的傳統稱呼。在10月1日，原有的所有「町」都改成「洞」，小部份連名稱也改變；10月16日，原來的「西大門區役所」改稱為「西大門區廳」。[5]
- 1949年8月13日：京畿道高陽郡恩平面的11個里和延禧面的7個里被編入西大門區[6]，新編入的地域由新成立的恩平出張所管轄[7] 。
- 1950年3月15日：所有「里」被改稱為「洞」，弘濟外里()改稱為弘恩洞()。
- 1964年6月1日：老故山洞和大峴洞的部分被編入麻浦區，而原來屬於麻浦區的部份阿峴洞地域被編入西大門區，成為北阿峴洞的部份。

| 改編前                                     | 改編後               |
| ------------------------------------------ | -------------------- |
| 西大門區(서대문구)老故山洞(노고산동)全部及大峴洞()的一部份 | 麻浦區(마포구)老故山洞(노고산동)   |
| 麻浦區(마포구)阿峴洞()的一部份                   | 西大門區(서대문구)北阿峴洞() |

## 行政區劃 (2008年版本)

行政區劃圖

| 行政洞名     | 說明                                                                                              | 法定洞名     | 說明 |
| ------------ | ------------------------------------------------------------------------------------------------- | ------------ | --- |
| 忠峴洞 ()    | 於2008年合併自原來的忠正路洞和北阿峴3洞，有人口約2.3萬人。警局所在。                              | 忠正路2街(충정로2가)  | 設立於1943年6月，當時叫作竹添町(죽첨정)，屬西大門區。1946年10月1日光復後改稱忠正路(충정로)。                                                                                      |
| 忠峴洞 ()    | 於2008年合併自原來的忠正路洞和北阿峴3洞，有人口約2.3萬人。警局所在。                              | 忠正路3街 () | |
| 忠峴洞 ()    | 於2008年合併自原來的忠正路洞和北阿峴3洞，有人口約2.3萬人。警局所在。                              | 蛤洞()       | 設立於1943年6月，當時叫作蛤町()，屬西大門區。1946年10月1日光復後改稱蛤洞。                                                                                            |
| 忠峴洞 ()    | 於2008年合併自原來的忠正路洞和北阿峴3洞，有人口約2.3萬人。警局所在。                              | 渼芹洞()     | 設立於1943年6月，當時叫作渼芹町()，屬西大門區。1946年10月1日光復後改稱渼芹洞                                                                                          |
| 忠峴洞 ()    | 於2008年合併自原來的忠正路洞和北阿峴3洞，有人口約2.3萬人。警局所在。                              | 北阿峴洞()   | 1936年從高陽郡延禧面北阿峴里升格為北阿峴町，並改為歸京城府管轄，1943年6月改為歸屬於新設立的西大門區，1946年10月1日光復後改稱北阿峴洞。                                |
| 北忠峴洞 ()  | 合併自原來的北忠峴1洞和北阿峴2洞，有人口約2萬人。                                                 | 〃           | 1936年從高陽郡延禧面北阿峴里升格為北阿峴町，並改為歸京城府管轄，1943年6月改為歸屬於新設立的西大門區，1946年10月1日光復後改稱北阿峴洞。                                |
| 天然洞 ()    | 1978年，靈泉洞 (行政洞)被廢置，1998年與峴底洞 (行政洞)合併成為天然洞。現時人口約1.9萬人。         | 冷泉洞 (냉천동)    | 設立於1943年6月，當時叫作冷泉町(냉천정)，屬西大門區。1946年10月1日光復後改稱冷泉洞                                                                                          |
| 天然洞 ()    | 1978年，靈泉洞 (行政洞)被廢置，1998年與峴底洞 (行政洞)合併成為天然洞。現時人口約1.9萬人。         | 天然洞 ()    | 設立於1943年6月，當時叫作天然町(천연정)，屬西大門區。1946年10月1日光復後改稱天然洞                                                                                          |
| 天然洞 ()    | 1978年，靈泉洞 (行政洞)被廢置，1998年與峴底洞 (行政洞)合併成為天然洞。現時人口約1.9萬人。         | 玉川洞 (옥천동)    | 設立於1943年6月，當時叫作玉川町(옥천정)，屬西大門區。1946年10月1日光復後改稱玉川洞                                                                                          |
| 天然洞 ()    | 1978年，靈泉洞 (行政洞)被廢置，1998年與峴底洞 (行政洞)合併成為天然洞。現時人口約1.9萬人。         | 靈泉洞 (영천동)    | 設立於1943年6月，當時叫作館町(관정)，屬西大門區。1946年10月1日光復後改稱靈泉洞                                                                                            |
| 天然洞 ()    | 1978年，靈泉洞 (行政洞)被廢置，1998年與峴底洞 (行政洞)合併成為天然洞。現時人口約1.9萬人。         | 峴底洞 (현저동)    | 設立於1943年6月，當時叫作峴底町(현저정)，屬西大門區。1946年10月1日光復後改稱峴底洞                                                                                          |
| 新村洞 ()    | 於2008年合併自原來的大新洞和滄川洞，有人口約2萬人。洞內有四個大學，還有很多學生遛連的新村學生街。 | 大新洞 (대신동)    | 1936年從高陽郡延禧面大新里升格為大新町，並改為歸京城府管轄，1943年6月改為歸屬於新設立的西大門區，1946年10月1日光復後改稱大新洞。                                      |
| 新村洞 ()    | 於2008年合併自原來的大新洞和滄川洞，有人口約2萬人。洞內有四個大學，還有很多學生遛連的新村學生街。 | 大峴洞 ()    | 1936年從高陽郡延禧面大峴里升格為大峴町，並改為歸京城府管轄，1943年6月改為歸屬於新設立的西大門區，1946年10月1日光復後改稱大峴洞。                                      |
| 新村洞 ()    | 於2008年合併自原來的大新洞和滄川洞，有人口約2萬人。洞內有四個大學，還有很多學生遛連的新村學生街。 | 新村洞 ()    | 1936年從高陽郡延禧面新村里升格為新村町，並改為歸京城府管轄，1940年7月改歸為京城府北部出張所管轄，1943年6月改為歸屬於新設立的西大門區，1946年10月1日光復後改稱新村洞。 |
| 新村洞 ()    | 於2008年合併自原來的大新洞和滄川洞，有人口約2萬人。洞內有四個大學，還有很多學生遛連的新村學生街。 | 奉元洞 (봉원동)    | 1936年從高陽郡延禧面奉元里升格為奉元町，並改為歸京城府管轄，1943年6月改為歸屬於新設立的西大門區，1946年10月1日光復後改稱奉元洞。                                      |
| 新村洞 ()    | 於2008年合併自原來的大新洞和滄川洞，有人口約2萬人。洞內有四個大學，還有很多學生遛連的新村學生街。 | 滄川洞 (창천동)    | 1936年從高陽郡延禧面滄川里升格為滄川町，並改為歸京城府管轄，1943年6月改為歸屬於新設立的西大門區，1946年10月1日光復後改稱滄川洞。                                      |
| 延禧洞 ()    | 於2008年合併自原來的延禧1洞、延禧2洞和延禧3洞，有人口約4.2萬人。                                  | 延禧洞 ()    | 1936年從高陽郡延禧面延禧里及南加佐里的弘濟院川(홍제원천)左岸地域成立延禧町，並改為歸京城府管轄，1943年6月改為歸屬於新設立的西大門區，1946年10月1日光復後改稱延禧洞。          |
| 弘濟1洞(홍제1동)    | 2008年，原弘濟2洞被合併入弘濟1洞。現時人口約2.9萬人。                                             | 弘濟洞()     | 1914年屬於京畿道恩平面的弘濟內里()。1936年被編入京城府，改名為弘濟町()。1943年6月改為歸屬於新設立的西大門區，1946年10月1日光復後改稱弘濟洞。                          |
| 弘濟2洞(홍제2동)    | 2008年，原弘濟3洞改名為弘濟2洞。現時人口約2.1萬人。                                               | 弘濟洞()     | 1914年屬於京畿道恩平面的弘濟內里()。1936年被編入京城府，改名為弘濟町()。1943年6月改為歸屬於新設立的西大門區，1946年10月1日光復後改稱弘濟洞。                          |
| 弘濟3洞(홍제3동)    | 2008年，原弘濟4洞改名為弘濟3洞。現時人口約1.7萬人。                                               | 弘濟洞()     | 1914年屬於京畿道恩平面的弘濟內里()。1936年被編入京城府，改名為弘濟町()。1943年6月改為歸屬於新設立的西大門區，1946年10月1日光復後改稱弘濟洞。                          |
| 弘恩1洞(홍은1동)    | 1980年，原弘恩4洞(홍은4동)被併入弘恩2洞；到2008年，合併後的弘恩2洞又被併入弘恩1洞。現時人口約3.1萬人。   | 弘恩洞()     | 1949年8月13日，原京畿道高陽郡恩平面的弘濟外里()被編入西大門區的恩平出張所。                                                                                           |
| 弘恩2洞(홍은2동)    | 原弘恩3洞(홍은3동)，2008年改稱為弘恩2洞。現時人口約2.9萬人。                                             | 弘恩洞()     | 1949年8月13日，原京畿道高陽郡恩平面的弘濟外里()被編入西大門區的恩平出張所。                                                                                           |
| 南加佐1洞 () | 現時人口約1.6萬人                                                                                 | 南加佐洞 ()  | 1949年8月13日從京畿道延禧面編入西大門區的恩平出張所。 |
| 南加佐2洞 (남가좌2동) | 現時人口約3.3萬人                                                                                 | 南加佐洞 ()  | 1949年8月13日從京畿道延禧面編入西大門區的恩平出張所。 |
| 北加佐1洞 () | 現時人口約1.9萬人。                                                                               | 北加佐洞()   | 北加佐洞鄰接恩平區，只有東側的南加佐洞屬於西大門區，其餘北側的鷹岩洞()、南側的中洞及在西側有佛光川流經的繒山洞都屬於恩平區。根據2001年統計，北加佐洞的面積有1.37㎢。  |
| 北加佐2洞 (북가좌2동) | 1977年時原是北加佐洞的本洞，現時有人口約3.3萬人。                                                 | 北加佐洞()   | 北加佐洞鄰接恩平區，只有東側的南加佐洞屬於西大門區，其餘北側的鷹岩洞()、南側的中洞及在西側有佛光川流經的繒山洞都屬於恩平區。根據2001年統計，北加佐洞的面積有1.37㎢。  |

## 交通

### 鐵路
韓國鐵道公社
- 京義線（●首都圈電鐵京義·中央線）：新村站 - 加佐站
- 龍山線（●首都圈電鐵京義·中央線）：加佐站

首爾交通公社
- ●首爾地鐵2號線：忠正路站
- ●首都圈電鐵3號線：弘濟站 - 毋岳嶺站 - 獨立門站
- ●首都圈電鐵5號線：忠正路站

## 教育
- 韓國漢城華僑中學

## 外部連結
- 西大門區廳官方網址